# 명산역
명산역(Myeongsan station, 明山驛)은 전라남도 무안군 몽탄면 명산리에 위치했던 호남선의 역이었다. 역명은 명산역이 위치했던 명산리에서 따왔다.
2001년 12월 13일 호남선 선로가 이설되면서 선로가 명산역을 거치지 않게 되어 폐역되었다.

## 역사
- 1934년 2월 11일 : 배치간이역으로 영업 개시[1]
- 1973년 1월 1일 : 무배치간이역으로 격하[2]
- 1978년 7월 24일 : 역사 신축 착공
- 1978년 12월 15일 : 역사 신축 완공과 동시에 보통역으로 승격[3]
- 1990년 1월 1일 : 소화물 취급 중지[4]
- 2001년 12월 13일 : 호남선 이설로 폐역[5]

## 이용객 변동
2000년 ~ 2001년 자료는 역별 여객 발착통과표를 기준으로 작성되었다.
| 노선 | 노선 | 인원수 (명) | 인원수 (명) | 각주  |
| 노선 | 노선 | 2000년      | 2001년      | 각주  |
| ---- | ---- | ----------- | ----------- | ----- |
| 전체 | 승차 | 12,370      | 9,303       | [ 6 ] |
| 전체 | 하차 | 3,364       | 1,133       | [ 6 ] |